# 成歓駅
成歓駅（ソンファンえき）は、大韓民国忠清南道天安市西北区成歓邑にある、韓国鉄道公社（KORAIL）の駅。「南ソウル大」という副駅名を持つ。

## 概要
当初は鈍行列車だったピドゥルギ号やトンイル号のみ停車する小規模な駅であったが、2005年1月20日に京釜電鉄線が延伸開通し、現在ではムグンファ号やヌリロ号も停車する駅となった。駅の北側で北東側に分岐する単線非電化の路線があるが、これは軍の専用線で旅客営業は行っていない。 
京釜線の開通当初、日本当局は成歓駅長を他の駅長よりも地位の高い人物を任命したが、これは日清戦争の成歓の戦いの激戦地が当駅周辺だったからである。
隣の平沢駅までは9.4km離れており、KORAIL空港鉄道を除く首都圏電鉄で最も駅間距離が長い。

### 乗り入れ路線
乗り入れている路線は、線路名称上は京釜線1路線のみであるが、当駅に停車するムグンファ号やヌリロ号、京釜電鉄線（首都圏電鉄1号線）電車が他路線に直通する。京釜電鉄線の駅番号は(P166)。

## 駅構造
島式ホーム4面6線を有する地上駅。外側の2つのホームを京釜電鉄線が、内側の2つのホームを京釜線がそれぞれ使用している。2番線と3番線、6番線と7番線は京釜電鉄線と京釜線で線路を共用している。
出口は1番（駅東側）と2番（駅西側）の2ヶ所ある。

### のりば
| 1・2 | ●京釜電鉄線（下り） | ●京釜電鉄線（下り）            | 斗井・天安・牙山・新昌方面           |
| 3・4 | 京釜線（下り）      | 東海線直通（釜田経由）         | 東大邱・釜山・釜田・新海雲台方面     |
| 3・4 | 京釜線（下り）      | 大邱線・中央線・東海南部線直通 | 東大邱・慶州・太和江・浦項方面       |
| 3・4 | 京釜線（下り）      | 慶全線直通（密陽経由）         | 大田・東大邱・馬山・晋州方面         |
| 3・4 | 京釜線（下り）      | 忠北線・中央線直通             | 鳥致院・堤川・栄州・安東方面         |
| 3・4 | 京釜線（下り）      | 湖南線・光州線直通             | 西大田・光州松汀・木浦・光州方面     |
| 3・4 | 京釜線（下り）      | 全羅線・慶全線直通（順天経由） | 西大田・順天・麗水・晋州方面         |
| 3・4 | 京釜線（下り）      | 長項線直通                     | 天安・温陽温泉・洪城・長項方面       |
| 5・6 | 京釜線（上り）      | 京釜線（上り）                 | 水原・永登浦・龍山・ソウル方面       |
| 7・8 | ●京釜電鉄線（上り） | ●京釜電鉄線（上り）            | 水原・九老・地下ソウル駅・清凉里方面 |

## 利用状況
近年の一日平均乗車人員推移は下記の通り。
首都圏電鉄
| 路線        | 乗車人員 | 乗車人員 | 乗車人員 | 乗車人員 | 乗車人員 | 乗車人員 | 乗車人員 | 乗車人員 | 注 釈 |
| 路線        | 2005年   | 2006年   | 2007年   | 2008年   | 2009年   | 2010年   | 2011年   | 2012年   | 注 釈 |
| ----------- | -------- | -------- | -------- | -------- | -------- | -------- | -------- | -------- | ----- |
| ●京釜電鉄線 | 3004     | 3430     | 3555     | 3893     | 4234     | 4512     | 4869     | 4980     | [ 2 ] |

## 駅周辺
- 成歓郵便局
- 南ソウル大学校
- 蓮庵大学校（朝鮮語版）
- 成歓バスターミナル（朝鮮語版）
- 成歓邑事務所
- 天安西北消防署成歓119安全センター
- 城新初等学校
- 成歓初等学校
- 成歓中学校
- 成歓図書館
- KEBハナ銀行成歓支店

## 歴史
- 1905年1月1日 - 普通駅として営業開始。[1]
- 1992年6月10日 - 小貨物取り扱い中止。
- 1992年12月14日 - 軍専用線敷設。
- 2003年11月6日 - 現在の駅舎を新築。
- 2005年1月20日 - 京釜電鉄線延伸開通。（餅店~天安間47.9km）
- 2006年9月1日 - 副駅名「南ソウル大」制定。 南ソウル大学校は3年間副駅名を使用するために3500万ウォンを支払っている。[3]
- 2009年6月1日 - ヌリロ号が運転開始し、当駅に停車するようになる。
- 2010年9月1日 - 貨物取り扱い中止。[4]

## 隣の駅
韓国鉄道公社
京釜線
ITX-セマウル・セマウル号
通過
ムグンファ号・ヌリロ号
平沢駅 - 成歓駅 - 天安駅
●京釜電鉄線
A急行・B急行
平沢駅 (P165) - 成歓駅 (P166) - 斗井駅 (P168)　
緩行
平沢駅 (P165) - 成歓駅 (P166) - 稷山駅 (P167)　